# أياد لمداصم
عياد لمدسم (بالإسبانية: Ayad Lamdassem)‏ هو عداء مسافات طويلة إسباني من أصل مغربي ولد في يوم 11 أكتوبر 1981 في مدينة سيدي أفني في جنوب المغرب، اختص بسباقات ال10 ألف كلم، ومثل إسبانيا في دورة الألعاب الأولمبية 2008 و2012 كما مثل إسبانيا في بطولة أوروبا، أبرز إنجازاته هو تحقيقه الميدالية الذهبية في بطولة أوروبا لألعاب القوى داخل الصالات 2015 التي أقيمت في مدينة هييريس في فرنسا.

## روابط خارجية
- أياد لمداصم على موقع الاتحاد الدولي لألعاب القوى (الإنجليزية)
- أياد لمداصم على موقع الاتحاد الأوروبي لألعاب القوى (الإنجليزية)
- أياد لمداصم على موقع اللجنة الأولمبية الدولية (الإنجليزية)
- أياد لمداصم على موقع أوليمبيديا (الإنجليزية)
- أياد لمداصم على موقع اللجنة الأولمبية الإسبانية (الإسبانية)